# Tân Giang, Hàng Châu
Tân Giang (chữ Hán phồn thể:濱江區, chữ Hán giản thể: 滨江区, âm Hán Việt: Tân Giang khu) là một quận thuộc địa cấp thị Hàng Châu, tỉnh Chiết Giang, Cộng hòa Nhân dân Trung Hoa. Quận Tân Giang có diện tích 73 km², dân số 120.000 người. Chính quyền nhân dân quận đóng tại nhai đạo Tây Hưng. Mã số bưu chính của quận này là 310051. Về mặt hành chính, quận Tân Giang được chia thành 3 nhai đạo: Tây Hưng, Trường Giang và Phổ Duyên.